# Junonia parvipuncta
Junonia parvipuncta är en fjärilsart som beskrevs av Francis Gard Howarth 1962. Junonia parvipuncta ingår i släktet Junonia och familjen praktfjärilar. Inga underarter finns listade i Catalogue of Life.